# جوردانو کوتور
جوردانو کوتور (ایتالیایی: Giordano Cottur; ۲۴ مهٔ ۱۹۱۴ – ۸ مارس ۲۰۰۶) دوچرخه‌سوار اهل ایتالیا بود.